# Fürstenberg-Kaserne
Die Fürstenberg-Kaserne in Donaueschingen ist ein Standort der Deutsch-Französischen Brigade. Dort sind das Jägerbataillon 292 und die 3. Kompanie des Deutsch-Französischen Versorgungsbataillons stationiert.
Die Kaserne wurde in den Jahren 1935/36 für den Stab und die Regimentseinheiten des Infanterieregiments 75, die 13. und 14. Kompanie und mehrere Ersatzeinheiten gebaut. Benannt ist die Kaserne nach dem schwäbischen Adelsgeschlecht Fürstenberg.

## Geschichte

### Vorgeschichte (bis 1935)
Aufgrund der geografischen Nähe zu Frankreich spielte der Standort Donaueschingen als potentieller Standort von Militäreinheiten schon früh eine entscheidende Rolle. Im Deutsch-Französischen Krieg hatte die Eisenbahn als Transportmittel für die Verlegung von Truppen an die Westfront eine Schlüsselrolle.
Die gut ausgebaute Eisenbahnverbindung und die räumliche Nähe zu Frankreich, das seit dem Krieg als Erbfeind des deutschen Reiches galt, ließen Donaueschingens Bedeutung als strategischen Standort in den Fokus der Oberbefehlshaber rücken. Die Stadt Donaueschingen stellte als Anreiz für die Errichtung einer Kaserne 42.100 m² Fläche unentgeltlich zur Errichtung der Kasernengebäude bereit. Am 12. August 1913 wurde mit dem Kriegsministerium ein entsprechender Vertrag hierzu unterzeichnet.
Mit einem Marsch des badischen Infanterieregiments 170 durch Donaueschingen und dem Bezug einiger Baracken am 4. Oktober 1913 wurde Donaueschingen offiziell eine Garnisonsstadt. Auch nach dem Ersten Weltkrieg blieb das Interesse an dem Erhalt der Garnison bestehen und 1920 löste die fertiggestellte Infanterie-Kaserne die Baracken als Unterkunft ab, die im Juni 1913 in Auftrag gegeben und im Juli errichtet worden waren.

### Bau der Fürstenberg-Kaserne und Drittes Reich (1935–1945)
In den Jahren 1935/36 wurde die Fürstenberg-Kaserne für den Stab und die Regimentseinheiten des Infanterieregiments 75, die 13. und 14. Kompanie und mehrere Ersatzeinheiten gebaut.

### Französische Kaserne im Kalten Krieg (1945–1990)
Nach dem Zweiten Weltkrieg wurde die Kaserne von französischen Truppen genutzt. Ein Teil des Kasernenkomplexes wurde in Quartier Turgis de Colbert umbenannt. Frankreich installierte nach Kriegsende ein Schützenregiment aus marokkanischen Kolonialtruppen. In den Folgejahren wechselten sich das 110. Motorisierte Infanterieregiment, Teile der französischen Raketeninfanterie oder Hilfstruppen der französischen Streitkräfte ab.

### Nach dem Kalten Krieg (1990–2014)
1990 kamen mit der Pionierkompanie 550 der Bundeswehr auch wieder deutsche Soldaten nach Donaueschingen. Mit der Aufstellung der Deutsch-Französischen Brigade wurde zeitgleich die Panzerpionierkompanie 550 aufgestellt und das Material der Geräteeinheit der nicht aktiven Pionierkompanie 550 von Renningen nach Donaueschingen verlegt. Mit der Verlegung 1992 an den Standort Immendingen übernahm die Kompanie zusätzlich das Material der außer Dienst gestellten Panzerpionierkompanie 290.
1993 wurde das neu aufgestellte Jägerbataillon 292, nach der Fusion des Jägerbataillon 552 und des Panzergrenadierbataillon 292, von Immendingen nach Donaueschingen verlegt.

### Übergabe und Bundeswehr (seit 2014)
Das 110. französische Infanterieregiment war bis zu seiner Auflösung in Donaueschingen stationiert. Ende Juni 2014 verließen die französischen Soldaten mit einer Parade die Stadt. Der Abzug umfasste rund 1000 französische Soldaten und rund 800 Familienangehörige.
2014 wurden umfassende Modernisierungsmaßnahmen umgesetzt. So erfolgte der Neubau des Sanitätsversorgungszentrums in der Kaserne Foch. Die Investitionssumme lag bei 2,8 Millionen Euro. Es erfolgte auch die Modernisierung der örtlichen Schießanlage.
Aktuell ist in der Kaserne das deutsche Jägerbataillon 292 mit einer Stärke von rund 900 Soldaten und die 3. Kompanie des Deutsch-Französischen Versorgungsbataillons stationiert.

## Standort
Die bisher von den französischen Streitkräften beanspruchten Liegenschaften wurden sukzessiv an Deutschland zurückgegeben:
- Die geräumten Gelände- und Gebäudeeinheiten umfassten 239 Wohneinheiten auf 6,4 ha, die bisher von den französischen Militärangehörigen und deren Familien bewohnt wurden.
- 10,4 ha Kasernengelände (Kaserne Foch) mit militärischen Zweckbauten.
- Ein Teil der Kaserne Lyautey (7,5 ha) mit militärischen Zweckbauten.
- Das Jägerbataillon 292 der Bundeswehr belegt derzeit die Kaserne Turgis/Colbert (6,3 ha), dies umfasst Flächen für Technik, einen Übungsplatz, eine Schießanlage und ein Munitionsdepot mit weiteren rd. 32 ha.[3]

## Einheiten
Aktuelle Einheiten:
- 3./Deutsch-Französisches Versorgungsbataillon
- Jägerbataillon 292[5]
- Sanitätsversorgungszentrum Donaueschingen[6]
- Bundeswehr-Dienstleistungszentrum Stetten am kalten Markt[7]
- Reservistenverband Geschäftsstelle Donaueschingen

### Ehemalige Einheiten
- Panzerpionierkompanie 550
- 110ᵉ régiment d’infanterie (Frankreich)
- Infanterieregiment 75 (Deutsches Reich)